# 宮城県道141号今市福田線
宮城県道141号今市福田線（みやぎけんどう141ごう いまいちふくだせん）は、宮城県仙台市宮城野区内を結ぶ一般県道である。

## 概要
仙台市宮城野区岩切の今市橋北詰から同市同区福田町に至る路線。元々は2車線がぎりぎり確保されているという状況であったが、度重なるバイパスの整備により、現在は4車線が多くの区間で確保されている。

### 路線データ
- 起点：仙台市宮城野区今市[1]
- 終点：仙台市宮城野区福田町[1]
- 総延長：7534.0 m[2]

## 歴史
- 1958年（昭和33年）3月31日 - 宮城県が一般県道73号今市福田線（仙台市今市 - 仙台市福田町）として路線認定[3]。
- 19??年（昭和??年）- 岩切字今市東付近から岩切字余目付近までのバイパスが完成。
- 1999年（平成11年）3月 - 宮城野大橋が完成。
- 2005年（平成17年）9月 - 福室跨線橋が完成[注 1]。
- 2024年（令和6年）3月25日 - 今市東交差点から約1 kmの区間が4車線化[4]。

## 路線状況

### 重複区間
- 宮城県道8号仙台松島線：仙台市宮城野区岩切大橋交差点 - 仙台市宮城野区今市東交差点

## 地理

### 通過する自治体
- 仙台市宮城野区

### 交差する道路
- 宮城県道35号泉塩釜線（仙台市宮城野区岩切・起点）
- 宮城県道227号仙台亘理自転車道線（仙台市宮城野区岩切）
- 宮城県道8号仙台松島線（仙台市宮城野区岩切）
- 国道45号（仙台市宮城野区福室四丁目）
- 国道45号（仙台市宮城野区福田町一丁目・終点）